# 해커 목록
다음은 해커 목록이다.

## ㄹ
- 리처드 스톨먼

## ㅁ
- 마크 애버니

## ㅂ
- 베토 오로크

## ㅅ
- 스티브 워즈니악

## ㅇ
- 앨런 코톡
- 에드워드 스노든
- 에런 스워츠
- 에릭 레이먼드

## ㅈ
- 조지 호츠
- 존 드레이퍼
- 줄리언 어산지

## ㅋ
- 케빈 미트닉

## ㅌ
- 트론 (해커)

## 같이 보기
- 해커스페이스